# Polyacme vagilinea
Polyacme vagilinea är en fjärilsart som beskrevs av W. Warren 1906. Polyacme vagilinea ingår i släktet Polyacme och familjen mätare. Inga underarter finns listade i Catalogue of Life.